# Golgo 13 (videogioco 1984)
Golgo 13 (ゴルゴ１３?) è un videogioco del 1984 sviluppato da Sega per SG-1000. Il gioco è basato sull'omonimo manga.